# Sarah Steele
Sarah Jane Steele (nascida em 16 de setembro de 1988) é uma atriz americana.

## Biografia
Steele nasceu em Filadélfia, Pensilvânia. Sua mãe, Katherine A. High, é uma médica formada em oncologia e hematologia da Universidade da Pensilvânia, e seu pai, George Steele, é um médico de medicina interna especializado em nutrição que estava no corpo docente da Universidade da Pennsylvania School of Medicine. Steele se formou com a turma de 2006 da Episcopal Academy, uma escola privada no sudeste da Pensilvânia. Ela se formou pela Universidade de Columbia em 2011 com um BA em Literatura Comparada.

## Filmografia

### Cinema
| Ano  | Título            | Papel                   | Notas                                |
| ---- | ----------------- | ----------------------- | ------------------------------------ |
| 2004 | Spanglish         | Bernice "Bernie" Clasky |                                      |
| 2006 | Mr. Gibb          | Amber Jinx              | Lançado em DVD como "The Good Studen |
| 2008 | Man               | Maggie                  | Curta-metragem                       |
| 2008 | The Lucky Ones    | garota com jacket       |                                      |
| 2008 | Old Days          | Carla                   | Curta-metragem                       |
| 2009 | My Father's Will  | Nancy Curtis            |                                      |
| 2010 | Please Give       | Abby                    |                                      |
| 2010 | Monkeywrench      | —                       | Curta-metragem                       |
| 2011 | Margaret          | Becky                   |                                      |
| 2012 | Last Kind Words   | Katie                   |                                      |
| 2013 | The To Do List    | Wendy                   |                                      |
| 2013 | Relics            | Shelley                 | Curta-metragem                       |
| 2014 | The Mend          | Sarah                   |                                      |
| 2014 | It's All Relative | Beth                    |                                      |
| 2017 | Speech & Debate   | Diwata                  |                                      |

### Televisão
| Ano             | Título                       | Papel          | Notas                       |
| --------------- | ---------------------------- | -------------- | --------------------------- |
| 2006            | Law & Order                  | Katie White    | Episódio: "Cost of Capital" |
| 2008            | Law & Order: Criminal Intent | Tessa Nobile   | Episódio: "Legacy"          |
| 2009            | Gossip Girl                  | Kira Abernathy | 2 episódios                 |
| 2011; 2014–2016 | The Good Wife                | Marissa Gold   | 22 episódios                |
| 2011            | Harry's Law                  | Sela Vinson    | Episódio: "Queen of Snark"  |
| 2013            | Blue Bloods                  | Rebecca        | Episódio: "Men in Black"    |
| 2013            | Nurse Jackie                 | Hannah Cohen   | 2 episódios                 |
| 2014            | Girls                        | Rebecca        | Episódio: "Flo"             |
| 2017            | The Good Fight               | Marissa Gold   |                             |